# Митрополија пољанска и кукушка
Митрополија пољанска и кукушка (грч. Μητρόπολις Πολυανής και Κιλκισίου) је православна епархија Цариградске патријаршије у Егејској Македонији (данашња северна Грчка). Првобитно седиште Пољанске епископије био је стари град Полин, односно Полиан или Полеан (Пољан), данашњи Стари Дојран. Епископија је обухватала ширу област око Дојранског језера и доњег Повардарја, па се у литератури описно помиње и као Дојранска епископија. На том подручју су већ током позног античког и раног средњовековног периода постаојале старе епископије, које су биле у саставу Солунске митрополије. Средином 14. века, читаву ту област освојили су Срби, осим града Солуна. Након проглашења Српске патријаршије (1346), многе епархије у освојеним областима укључене су у њен састав, што је довело до сукоба са Цариградом и избијања српско-грчког црквеног спора (1346-1375). За време цара Уроша (1355-1371) том облашћу је завладао деспот Угљеша (1365-1371), чијом су заслугом учињени први кораци ка црквеном измирењу, што је подразумевало и повратак појединих епархија под надлежност Цариградске патријаршије.
Током раздобља османске власти, од краја 14. до почетка 20. века, Пољанска епископија се налазила у саставу Солунске митрополије. Пољански јерарси су у појединим изворима из тог периода називани и епископима пољанско-вардарским (грч. Πολεαννίνης καί Βαρδαριωτῶν), па се и сама епархија у литератури понекад помиње као Пољаснко-вардарска епископија. Након успостављања нових граница (1912—1913), та област је подељена између Србије и Грчке. Српски део је 1920. године укључен у састав уједињене Српске православне цркве и прикључен Злетовско-струмичкој епархији, док је од грчког дела 1924. године образована Пољанско-кукушка епархија у степену митрополије (грч. Μητρόπολις Πολυανής και Κιλκισίου), са седиштем у граду Кукушу (грч. Κιλκίς). На њеном челу се од 2021. године налази митрополит Вартоломеј Тријандафилидис (грч. Βαρθολομαίος Τριανταφυλλίδης).